# ثمرة بوغية (سرخسيات)

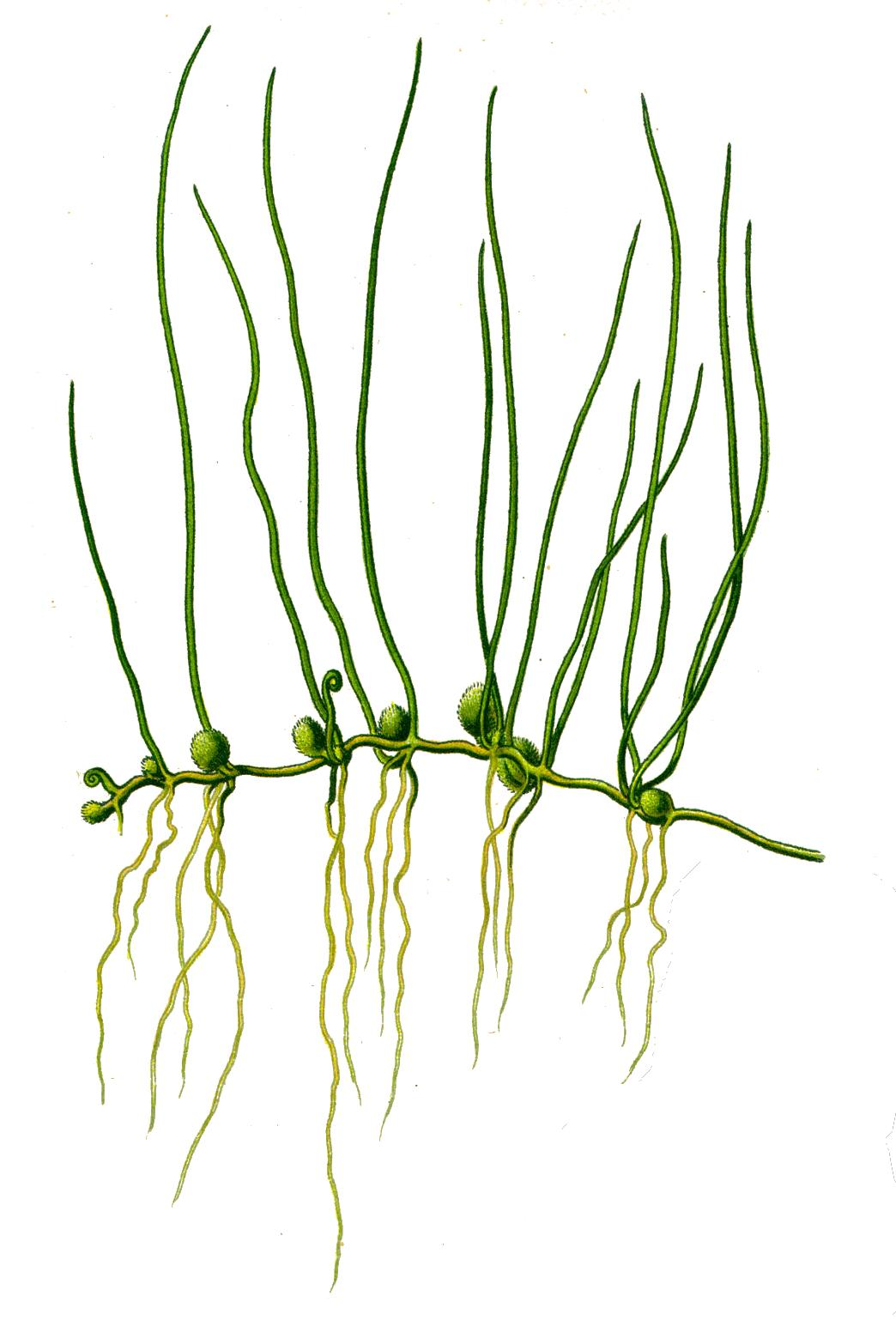
النوع الأوروبي Pilularia globulifera يحمل ثمرة بوغية

ثمرة بوغية هو نوع متخصص من الهياكل توجد في بعض السراخس وتكون مهمتها الرئيسية إنتاج وإطلاق الأبواغ.